# Eupithecia albifurva
Eupithecia albifurva är en fjärilsart som beskrevs av George Francis Hampson 1907. Eupithecia albifurva ingår i släktet Eupithecia och familjen mätare. Inga underarter finns listade i Catalogue of Life.